# 乃木站

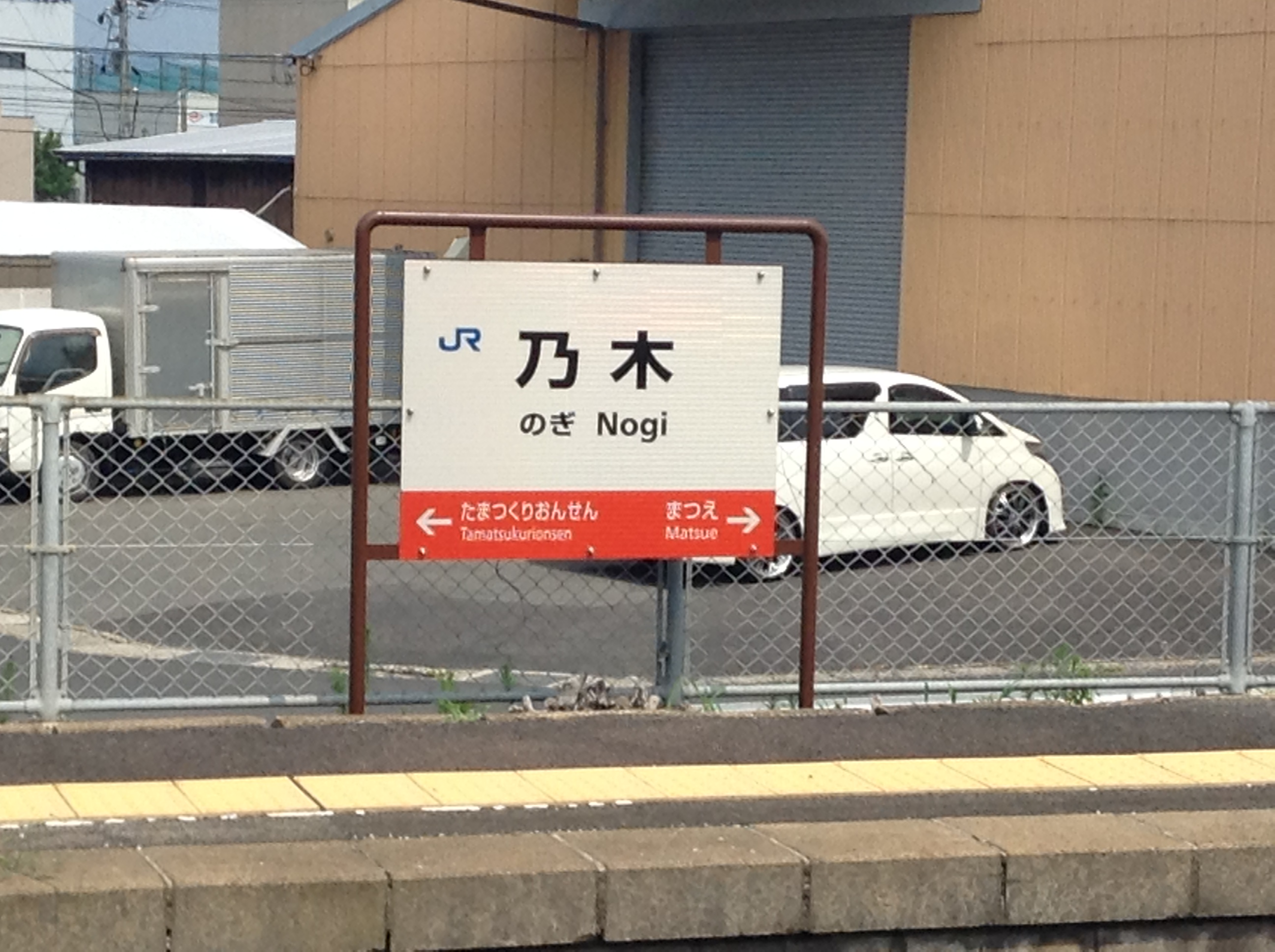
駅名標

乃木站（日语：／ Nogi eki */?）是位於島根縣松江市濱乃木二丁目，西日本旅客鐵道（JR西日本）的山陰本線車站。

## 歷史
- 1937年（昭和12年）4月10日 - 國有鐵道山陰本線松江站至湯町站（現時為玉造溫泉站）之間開設此站。為旅客車站。
- 1987年（昭和62年）4月1日 - 伴隨國鐵分割民營化，車站由西日本旅客鐵道（JR西日本）營運。
- 2016年（平成28年）12月17日 - 此站可以使用IC卡「ICOCA」[1][2]。設置IC卡專用簡易閘機。

## 車站構造
車站是一座地面車站，設有2面2線的相對式月台。車站大樓位於1號月台旁邊，月台之間設有跨線橋連接。
車站是由松江站管理，並受託JR西日本米子MAINTEC進行車站業務，為業務委託車站。櫃臺設有POS終端，車站大樓內設有自動售票機。但是櫃臺於早上和晚上與日間部分時段關閉。

### 月台
| 月台 | 路線     | 上下行 | 方向             |
| ---- | -------- | ------ | ---------------- |
| 1、2 | 山陰本線 | 下行   | 出雲市、濱田方向 |
| 1、2 | 山陰本線 | 上行   | 松江、米子方向   |

- 1號月台為上下行本線，2號月台為上下行副本線。路軌為一線通過（日语：一線スルー）結構。通過列車與不需要列車交會時，上下行列車均使用1號月台。
- 若需要等待反方向列車通過時，上下行列車會使用2號月台。
- 若兩列車均需要停站且進行列車交會，出雲市方向（上行）列車會使用1號，米子方向（下行）列車會使用2號月台。
- 在列車運輸指令上，2號月台為「1號線」，在旅客資訊上的月台編號相反。

## 使用狀況
以下為近年1日平均乘車人次列表：
| 乘車人次變化 | 乘車人次變化    |
| 年度         | 1日平均乘車人次 |
| ------------ | --------------- |
| 1984         | 932             |
| 1994         | 996             |
| 1999         | 890             |
| 2000         | 889             |
| 2001         | 826             |
| 2002         | 798             |
| 2003         | 815             |
| 2004         | 801             |
| 2005         | 807             |
| 2006         | 757             |
| 2007         | 750             |
| 2008         | 767             |
| 2009         | 789             |
| 2010         | 809             |
| 2011         | 825             |
| 2012         | 837             |
| 2013         | 879             |
| 2014         | 854             |
| 2015         | 882             |
| 2016         | 874             |
| 2017         | 918             |

## 車站周邊
- 島根縣立松江南高等學校（日语：島根県立松江南高等学校）
- 島根縣立松江商業高等學校（日语：島根県立松江商業高等学校）
- 島根縣立松江農林高等學校（日语：島根県立松江農林高等学校）
- 島根縣立松江養護學校（日语：島根県立松江養護学校）乃木校舍
- 松江西高等學校（日语：松江西高等学校）
- 松德學院中學·高等學校（日语：松徳学院中学校・高等学校）
- 松江市立湖南中學（日语：松江市立湖南中学校）
- 松江市立乃木小學
- 松江市立醫院（日语：松江市立病院）
- 松江濱乃木郵局
- 松江濱乃木駕駛學校
- 松下電容事業部
- 宍道湖、嫁島·袖師地藏（日语：嫁ヶ島）

## 巴士路線
一畑巴士
- 玉造溫泉・大東線
  - 經玉造溫泉站前往玉造溫泉／經松江站前往松江宍道湖溫泉站
  - 經海潮溫泉前往大東站（日语：出雲大東駅）前

市巴士
- 南循環線内回・外回
- 第4路線
- 第6路線

## 其他
- 在國鐵時代於1980年3月，此站設置了國鐵史上首名女性站長。

## 相鄰車站
西日本旅客鐵道
山陰本線
■快速（只有上行班次）
松江←乃木←宍道
■快速「Aqua快車」、■快速「鳥取快車」、■普通
松江－乃木－玉造溫泉

## 注腳
1. ↑  奧平真也. . 朝日新聞 (朝日新聞社). 2016-12-18: 晨報 島根版.
2. ↑  山陰線（出雲市～伯耆大山駅間）、伯備線（根雨駅、生山駅、新見駅）ICOCAご利用開始日・自動改札機ご利用開始日決定! （页面存档备份，存于） - 西日本旅客鐵道（2016年10月18日）
3. ↑  島根縣統計書

## 外部連結
- 乃木｜車站資訊：JR出門網 - 西日本旅客鐵道